# Klarenbeek (landgoed)
Landgoed Klarenbeek is een buitenplaats in Doornspijk in de Nederlandse provincie Gelderland. Het complex is erkend als rijksmonument.

## Geschiedenis
De buitenplaats werd waarschijnlijk in de 18e eeuw gesticht. Het hoofdgebouw en het omringende park dateren uit de eerste helft van de 19e eeuw. Bij het complex horen het hoofdgebouw, een tweetal dienstgebouwen, het voormalige koetshuis, de parkachtige tuin, een brug en pijlers bij de inrit. De dienstgebouwen maken weliswaar geen deel meer uit van Klarenbeek, maar worden wel met de andere onderdelen van het complex als een monumentale eenheid beschouwd.

## Het huis
Het landhuis werd gebouwd in 1842 in opdracht van H.F. van Meurs. In 1919 werden er ter weerszijden van het gebouw zijvleugels bijgebouwd. Het ontwerp van deze uitbreiding was van de hand van de architect Ahazverus Hendrikus Wegerif. Hij ontwierp, eveneens in 1919, het bordes aan de achterzijde en de beide dienstwoningen ter weerszijden van het hoofdgebouw aan de Zuiderzeestraatweg. Ook het interieur werd door Wegerif ontworpen.

## De tuin
De tuin is aangelegd in de zogenaamde Engelse landschapsstijl. Volgens de Rijksdienst voor het Cultureel Erfgoed is de tuin een ontwerp geweest  van de tuinarchitect Zocher. In 1919 werd het park enigszins aangepast door de tuinarchitect Dirk Tersteeg. Hij handhaafde echter zo veel mogelijk het oorspronkelijk ontwerp van de parkachtig aangelegde tuin.

## De bijgebouwen
Het rechts van het hoofdgebouw gelegen koetshuis werd in 1841 gebouwd. Hoewel de oorspronkelijk bestemming gewijzigd is zijn de inrijdeuren intact gelaten. In 1919 werd het complex uitgebreid met twee witgepleisterde dienstgebouwen. Beide gebouwen waren oorspronkelijk vrijwel identiek, maar zijn later door allerlei verbouwingen enigszins gewijzigd. Bij de linkerwoning werd tevens een garage annex koetshuis gebouwd. De bestemming van de panden is in de loop der tijd gewijzigd. Zij zijn niet meer in gebruik als dienstwoning voor het landgoed.

## Rijksmonument
Het totale complex — met het landhuis, enkele bij het landgoed behorende boerderijen, de tuin en de grafkelder — is in 2005 erkend als een rijksmonument. Ook de afzonderlijke delen zijn aangewezen als rijksmonument. Het complex wordt als representatief gezien van een buitenplaats met bijbehorend park in de Engelse landschapsstijl.
De renovatie van het complex werd bekroond met de Pieter van Vollenhovenprijs.

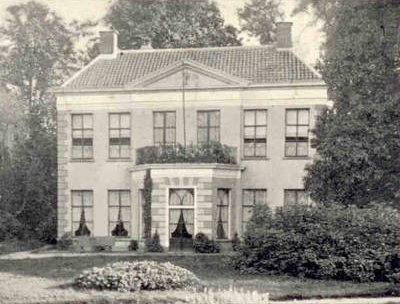
Huize Klarenbeek in 1900 (zonder beide later aangebouwde vleugels)
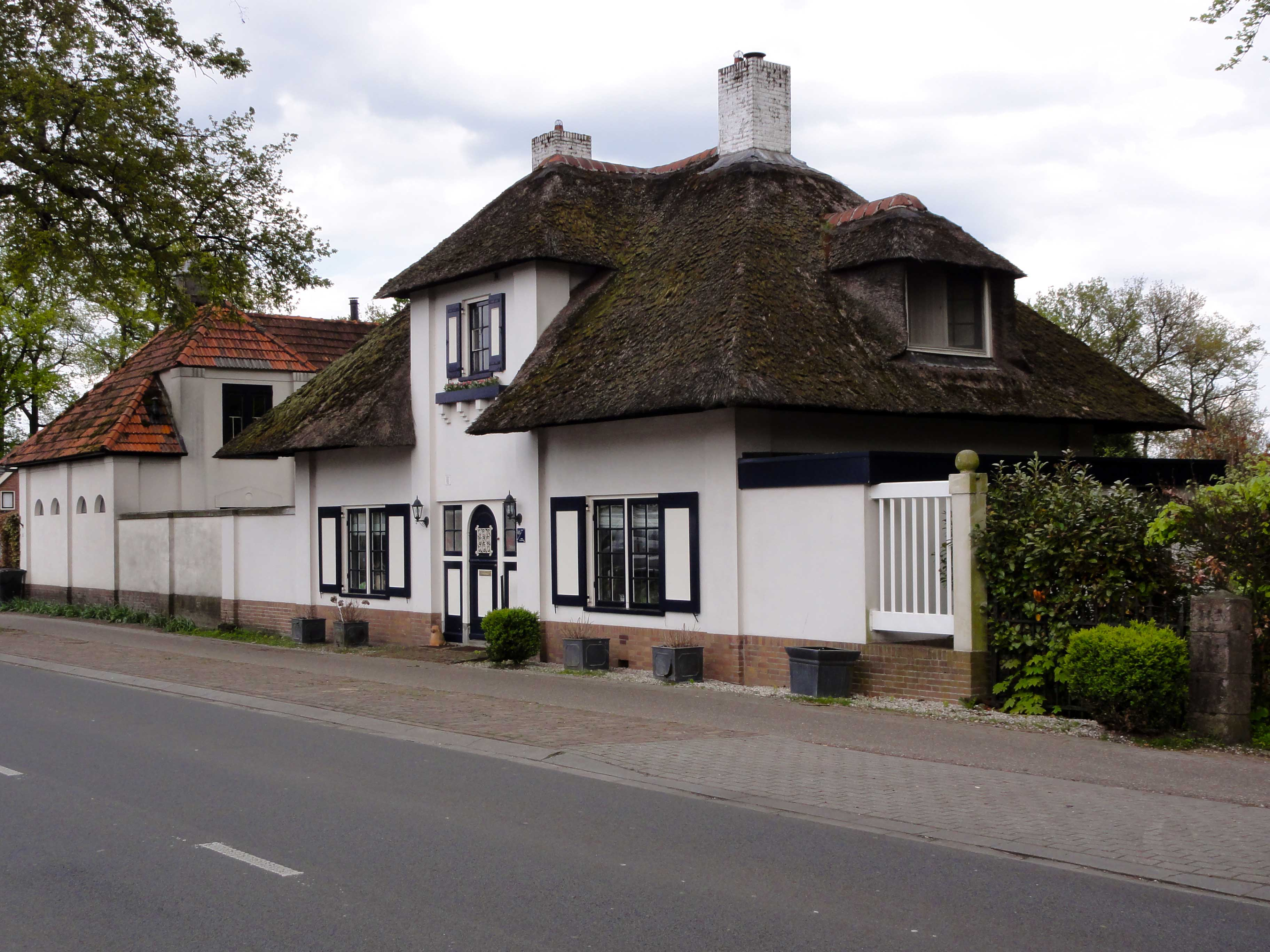
Een van de dienstwoningen met bijbehorende garage
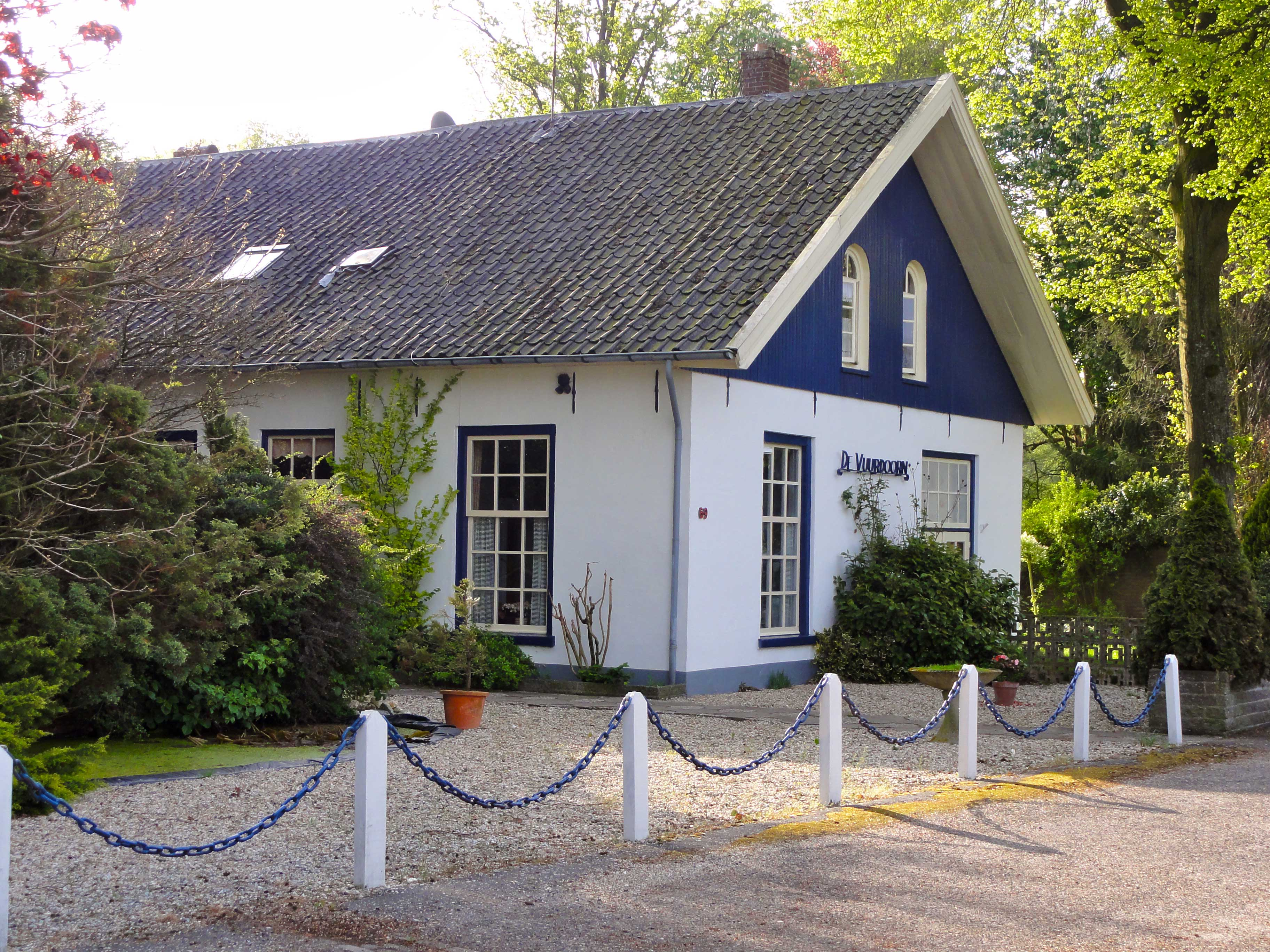
Het voormalige koetshuis
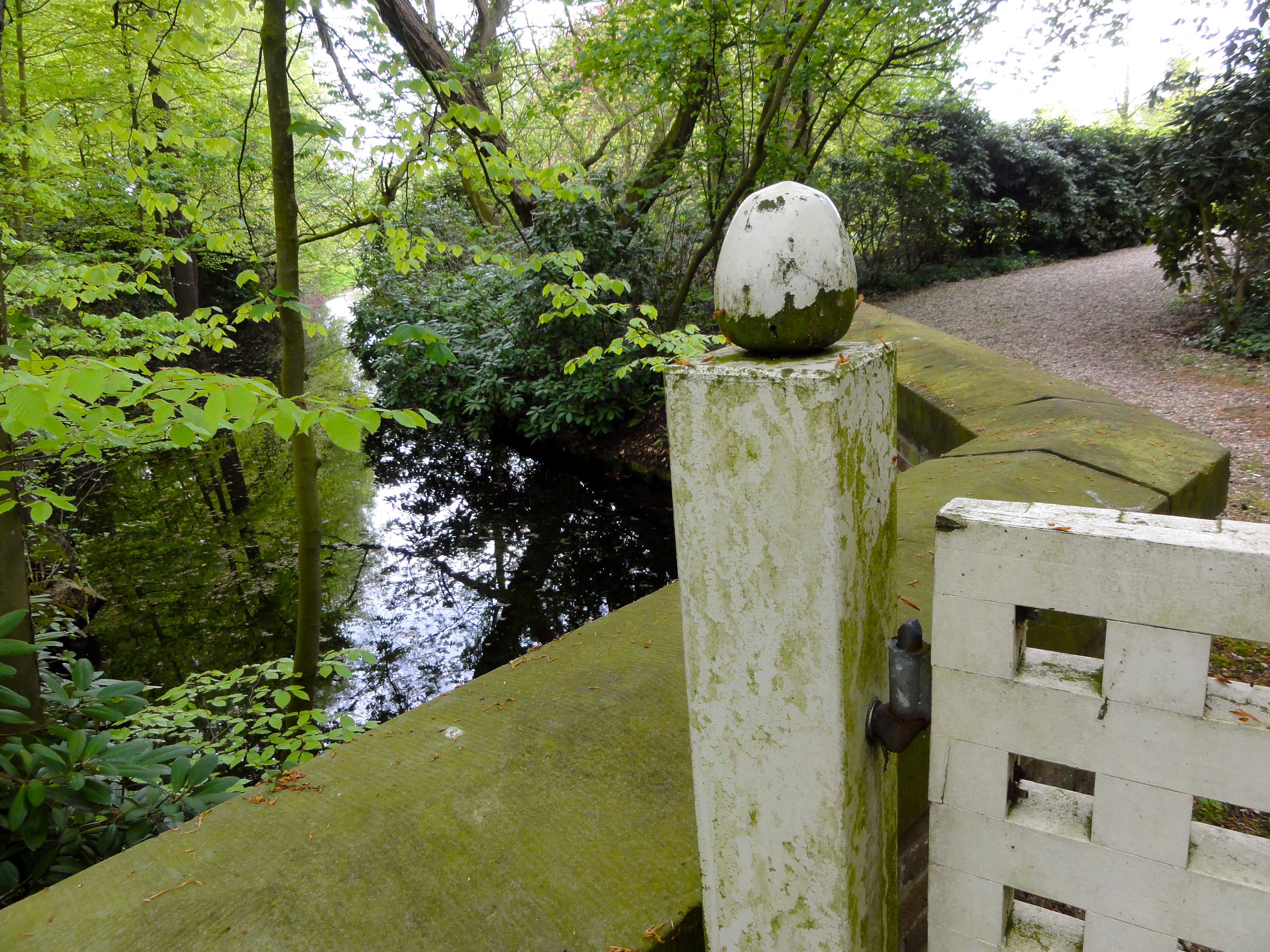
Brug, tuin en toegangshek

1. ↑  Pieter van Vollenhovenprijs | Restauratiefonds. www.restauratiefonds.nl (29 april 2021). Geraadpleegd op 1 april 2025.